# 福川裕徳
福川 裕徳（ふくかわ ひろのり、1970年 - ）は、日本の会計学者。専門は監査論。一橋大学大学院経営管理研究科教授、国立大学法人一橋大学役員補佐。国際会計会議最優秀論文賞、日本公認会計士協会学術賞、日本会計研究学会太田・黒澤賞等受賞。

## 人物・経歴
香川県高松市出身。香川県立高松高等学校を経て、1994年一橋大学商学部卒業（安藤英義ゼミ所属）。1996年一橋大学大学院商学研究科修士課程修了。1999年一橋大学大学院商学研究科博士後期課程単位取得満期退学。2002年、論文「財務諸表監査が保証する財務諸表の質に関する――研究イギリス監査制度を主たる題材として」で、一橋大学より博士（商学）の学位を取得。審査員は、新田忠誓、谷本寛治、万代勝信。
1999年長崎大学経済学部専任講師。同助教授、南カリフォルニア大学フルブライト研究員を経て、2007年一橋大学大学院商学研究科准教授。2012年一橋大学大学院商学研究科教授。2018年国立大学法人一橋大学役員補佐（財務、産学官連携担当）。
2007年International Conference on Business and Information Best Paper Award受賞。2013年日本会計研究学会太田・黒澤賞受賞。2014年日本公認会計士協会学術賞受賞。同年The 4th International Accounting Conference Best Paper Award受賞。

## 著書
- 『監査判断の実証分析』国元書房 2012年
- 『財務諸表監査』（鳥羽至英,秋月信二,永見尊と共著）国元書房 2015年